# Hilda Kibet
Hilda Jepchumba Kibet (district Kapchorwa, 27 maart 1981) is een Keniaans-Nederlandse voormalige langeafstandsloopster. Ze woont sinds 2001 in Nederland als partner van marathonloper Hugo van den Broek. Sindsdien heeft zij veel klassieke Nederlandse hardloopwedstrijden gewonnen. Zo won ze de Bredase Singelloop (2005), de halve marathon van Egmond (2005, 2007), de City-Pier-City Loop (2007) en de Warandeloop (2008). Sinds 11 oktober 2007 is zij in het bezit van de Nederlandse nationaliteit en nam zij als Nederlandse aan wedstrijden deel. In 2008 werd zij Europees veldloopkampioene bij de vrouwen in Brussel. Kibet nam tweemaal deel aan de Olympische Spelen, maar veroverde bij die gelegenheden geen eremetaal.

## Biografie

### Jeugd
Kibet is geboren in Kapchorwa in de grensstreek tussen Kenia en Oeganda. Ze groeide op in een gezin van tien kinderen. Ze heeft nog zes broers en drie zussen. Haar zus Sylvia Kibet doet ook aan atletiek en won in 2006 op de 5000 m een bronzen medaille bij de Afrikaanse kampioenschappen en werd vierde op het WK 2007 in Osaka. "We trainen in Kenia regelmatig samen."

### 2001: Verliefd en naar Nederland
Kibet, een nichtje van de eveneens in Nederland wonende Lornah Kiplagat, leerde Hugo van den Broek kennen, toen deze op trainingskamp was in het Keniase Iten in het trainingscomplex van Lornah Kiplagat. Ook Hilda Kibet werkte er aan haar conditie, omdat ze hoopte op een beurs voor een universiteit in de Verenigde Staten. Nadat de liefde tussen beiden was opgebloeid, haalde Hugo van den Broek haar over om niet naar de V.S. te gaan, maar naar Nederland te komen. Ze luisterde naar hem en verhuisde in 2001 naar Heemskerk, de toenmalige woonplaats van Van den Broek. "Ik moest leren fietsen, een andere taal spreken en het was vaak veel te koud."
Ze begon vervolgens aan de Engelstalige opleiding fysiotherapie aan de Hogeschool van Amsterdam en in 2004 rondde zij deze studie met succes af. Daarna besloot zij om voltijds atlete te worden. "Ik zag onderwijs als een manier om verder te komen in het leven. Onderweg had ik uitgevonden dat rennen ook een manier is om geld te verdienen."

### 2003-2005: Vele wegsuccessen
De successen waren sindsdien talrijk, aanvankelijk in Nederland, later ook internationaal. Zo werd Kibet, naast de reeds gemelde successen, in 2003 vijfde bij de Zevenheuvelenloop, in 2004 twaalfde op de Dam tot Damloop en in 2005 bij dezelfde wedstrijd vijfde in 53.08. Ze liep dat jaar ook haar tot dan toe beste 10 km in 31.46 tijdens de Great Manchester Run (10 km), waar zij als derde finishte. In 2006 werd ze tweede op de Warandeloop (7,1 km) in een tijd van 24.04, vierde bij de Zevenheuvelenloop in 49.31 en tweede op de halve marathon van Egmond in 1:12.21.
In de eerste maanden van 2007 won Hilda Kibet, naast de reeds genoemde overwinningen, op 11 februari 2007 ook nog het open Nederlandse kampioenschap over 10 km, de Groet Uit Schoorl loop, in 31.25, een verbetering van haar PR uit 2005 met 21 seconden. En op 1 april 2007 was er bovendien nog de overwinning in de Parelloop (10 km ) in Brunssum. Dus toen Hilda Kibet half april naar het trainingskamp van haar tante Lornah Kiplagat toog om zich voor te bereiden op de zomermaanden, had ze al vier belangrijke overwinningen op zak. Hoezeer zij daarna nog aan inhoud had gewonnen, bleek al gauw. Op 1 juli won zij in Londen de British 10km London Run, nadat zij het roer had moeten overnemen van Lornah Kiplagat, die tijdens deze race geblesseerd moest opgeven. Een maand later was Kibet eveneens de snelste op de halve marathon van New York in 1:10.32 na een felle eindsprint met oud-wereldkampioene marathon Catherine Ndereba (1:10.33) en de Nieuw-Zeelandse Nina Rillstone (1:10.35). Het was de tweede tijd ooit van Hilda Kibet in wat tot dan toe misschien wel haar belangrijkste overwinning was. Ten slotte werd zij bij de Dam tot Damloop op 23 september tweede in 53.26 achter de Ethiopische Belaynesh Fikadu, die de race won in 52.57.

### 2007: Als Nederlandse naar Peking?
Hilda Kibet verwachtte eind september 2007 haar Nederlandse paspoort "in a few weeks" te ontvangen, hopelijk voordat ze haar debuut maakte in de marathon van Amsterdam in oktober. "Gisteren ontving ik een brief van de IND, waarin stond dat de koningin zegt dat ik Nederlandse kan worden", vertelde ze in het Nederlands voor de start van de Dam tot Damloop. Het jaar erna zou ze zich als Nederlandse dan moeten kunnen kwalificeren voor bijvoorbeeld de WK's cross en weg, plus zelfs de Olympische Spelen (10.000 m).
Kort daarna werden Kibets verwachtingen bewaarheid: op 11 oktober 2007 ontving zij uit handen van burgemeester Lemmens-Knol van Castricum, de tegenwoordige woonplaats van Hugo van den Broek en Hilda Kibet, haar Nederlandse paspoort. Zij kon zich nu inderdaad als Nederlandse trachten te plaatsen voor de Olympische Spelen van Peking. In de marathon van Amsterdam, waarin Hilda Kibet tien dagen later als kersverse Nederlandse haar marathondebuut maakte, lukte dit nog niet. Na een moeizaam debuut (vooral de tweede helft viel haar zwaar) kwam zij tot 2:32.09 en eindigde in de eindrangschikking als zesde.

### 2008: NK 10 km
In 2008 ging Hilda Kibet goed van start door op 10 februari het jaarlijkse Nederlands kampioenschap 10 km in Schoorl te winnen. Hoewel zij deze wedstrijd in 2007 ook al won, was dit haar eerste officiële Nederlandse titel, sinds haar naturalisatie eind 2007. Kibet, die in Schoorl weinig tegenstand had te duchten, nadat Selma Borst (vermoeden van hielspoor), Merel de Knegt (stijve rechter hamstring) en Barbara Zutt wegens blessures moesten afzeggen, wist desondanks een flink tempo te onderhouden. De bijna 27-jarige Castricumse finishte ten slotte in een pr-tijd van 31.01, slechts twee seconden boven het Nederlandse record, dat Lornah Kiplagat in 2004 in Tilburg vestigde. Op een achterstand van exact 2,5 minuten finishte Miranda Boonstra als tweede. Vervolgens trad Hilda Kibet op 30 maart 2008 voor de eerste keer in het strijdperk als Nederlands vertegenwoordigster bij de wereldkampioenschappen veldlopen in Edinburgh. Zij was er de enige Nederlandse, maar weerde zich desondanks kranig door op de 8 km op een modderig en heuvelachtig parcours in 25.35 als vijfde te eindigen, op 25 seconden achter de Ethiopische Tirunesh Dibaba, die voor de tweede maal in haar carrière wereldkampioene werd in deze discipline.
Enkele weken later had zij, tezamen met haar tante Lornah Kiplagat, haar pijlen gericht op de olympische limiet van het NOC*NSF (31.22,14) op de 10.000 m. Gekozen was voor deelname aan de Europa Cup 10.000 meterwedstrijden in Istanboel op 12 april 2008. Die aanval mislukte, hoewel de als derde finishende Kibet er met 32.05,79 nog wel een persoonlijk record aan overhield.
Beide atletes kregen een herkansing op de avondwedstrijd Night of the 10.000 van 30 mei 2008 in Utrecht. Lornah Kiplagat kon doordat ze net ziek was geweest de race niet uitlopen, maar zette de eerste kilometers wel een stevig tempo neer voor Kibet. Hilda liep daardoor het grootste deel van de race solo, ze verbeterde haar persoonlijk record niettemin met ruim een minuut tot 30.58,48 en slaagde glansrijk in haar poging om de olympische limiet van 31.22,14 te slechten.

### 2008: De route naar Peking
Hilda Kibet koos er vervolgens voor om op weg naar Peking haar vorm aan te scherpen via enkele sterk bezette 10 km-wegwedstrijden. Op 6 juni nam ze deel aan de New York Mini Marathon, een 10 km die zij won in 32.43, waarbij zij onder meer de Mexicaanse Madaí Pérez (32.49) en de Amerikaanse Deena Kastor (33.14) achter zich liet. De tweede krachtproef vond een maand later in Londen plaats, waar ze achter Lornah Kiplagat, winnares in 32.13, bij de vrouwen de tweede plaats voor zich opeiste in 32.41. Voor het overige bereidde ze zich op de Spelen voor in haar geboorteland Kenia. "Bewust heb ik voor deze wijze van voorbereiding gekozen. Deelname aan twee sterke wedstrijden heeft mij scherp gehouden. Tussendoor kon ik goed doortrainen in Kenia en mijn rust nemen. Ik hoop hiermee klaar te zijn voor het belangrijkste evenement van dit jaar."
In Peking bleek de strijd op de 10.000 m voor vrouwen op de eerste atletiekdag van de Spelen echter een ongemeen heftige. Vanaf het begin werd een zeer hoog tempo aangehouden, waarvoor Lornah Kiplagat, die vanaf de start tot de 7e kilometer aan kop liep, verantwoordelijk was. Kibet kon het tempo, zij het achter in de groep van 18 van de 32 atletes, aanvankelijk nog wel volgen. Maar na de vierde kilometer raakte ze achterop, om ten slotte vijftiende te worden in 31.29,69, ruim een halve minuut boven haar persoonlijke record.

### 2008: EK Veldlopen
Enkele maanden na Peking waagde Hilda Kibet zich weer aan een wedstrijd op Nederlandse bodem. Bij de Warandeloop in Tilburg op 23 november 2008 liet ze na de start al gauw haar hielen zien aan koploopster en drievoudig winnares Aniko Kalovics (Hon.). De Castricumse liep vervolgens op het 8100 meter lange parcours naar een overtuigende zege in 27.44, vóór Adriënne Herzog en de Belgische Veerle Dejaeghere, die beiden 27.54 als eindtijd lieten noteren.
Op 14 december 2008 wist Hilda Kibet, die als een van de grote favorieten gestart was de Europese crosstitel voor de vrouwen op te eisen. Na 8000 meter won zij haar eerste grote titel en bleef daarbij 2 Portugezen voor. Jéssica Augusto eindigde op een tiental seconden als tweede, Ines Monteiro als derde.

### 2009
In 2009 maakte Kibet op 11 januari haar eerste opwachting bij de halve marathon van Egmond. In een ijzig koud en winderig Egmond aan Zee stelde ze zich, net hersteld van ziekte, tevreden met een tweede plaats in 1:17.32 achter de Ethiopische Workitu Ayanu, winnares in 1:16.33.

### 2010
Op zondag 19 september 2010 wint Hilda Kibet de Dam tot Damloop bij de vrouwen. Met een tijd van 51.30 komt ze over de finish in de Peperstraat in Zaandam. Ze blijft haar, eveneens tot Nederlandse genaturaliseerde, landgenote Lornah Kiplagat iets meer dan een halve minuut voor. Haar tijd is echter niet voldoende om ook te zegevieren in de man-vrouw wedstrijd. Dit jaar is deze overwinning weggelegd voor de Keniaan John Mwangangi, die in 45.26 over de finish komt.
Ruim een maand later passeert zij een belangrijke mijlpaal op de marathon. Op 31 oktober 2010 wordt ze in de marathon van Frankfurt zesde in 2:26.23, niet alleen meer dan vier minuten beter dan haar PR uit 2009, gelopen in de marathon van Amsterdam, maar ook ruim onder de limiet van 2:27.24 voor de Olympische Spelen in 2012. Kibet is op de Nederlandse ranglijst van de Besten Aller Tijden inmiddels opgeklommen naar de tweede plaats, achter... haar tante Lornah Kiplagat!
Hild Kibet is lid van AV Castricum en fysiotherapeute van beroep.

## Kampioenschappen

### Internationale kampioenschappen
| Onderdeel | Titel              | Jaar |
| --------- | ------------------ | ---- |
| veldlopen | Europees kampioene | 2008 |

### Nederlandse kampioenschappen
| Onderdeel | Jaar |
| --------- | ---- |
| 10 km     | 2008 |
| marathon  | 2009 |

## Persoonlijke records
Baan
| Onderdeel | Prestatie | Datum        | Plaats         |
| --------- | --------- | ------------ | -------------- |
| 5000 m    | 15.32,07  | 31 juli 2004 | Heusden-Zolder |
| 10.000 m  | 30.51,92  | 14 juni 2009 | Utrecht        |

Weg
| Onderdeel      | Prestatie | Datum             | Plaats    |
| -------------- | --------- | ----------------- | --------- |
| 10 km          | 31.01     | 10 februari 2008  | Schoorl   |
| 15 km          | 49.23     | 17 maart 2007     | Den Haag  |
| 10 Eng. mijl   | 51.21     | 20 september 2009 | Zaandam   |
| 20 km          | 1:05.57   | 17 maart 2007     | Den Haag  |
| halve marathon | 1:07.59   | 3 maart 2013      | Ostia     |
| 25 km          | 1:25.16   | 14 april 2013     | Rotterdam |
| 30 km          | 1:42.11   | 14 april 2013     | Rotterdam |
| marathon       | 2:24.27   | 10 april 2011     | Rotterdam |

## Palmares

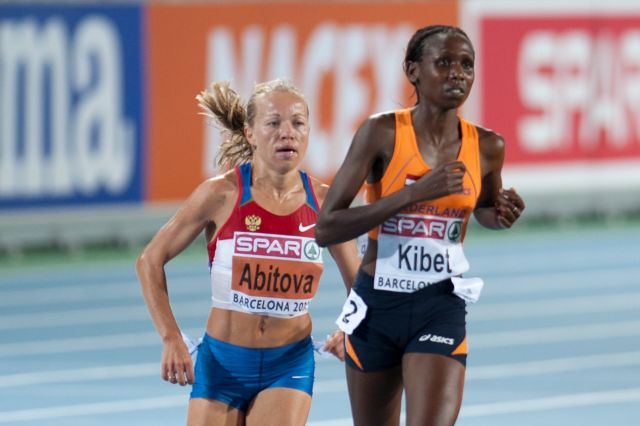
Hilda Kibet (rechts) op weg naar een vierde plaats op de EK in 2010.

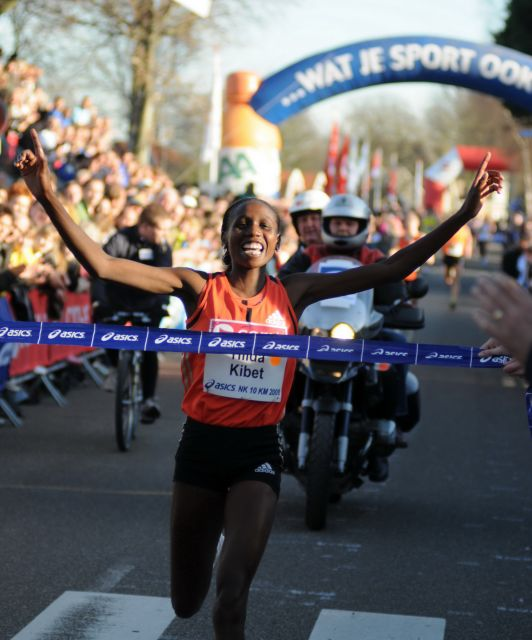
Hilda Kibet: eerste Nederlandse titel in Schoorl, 2008.

### 5000 m
- 2003:  Rob Druppers Meeting in Utrecht - 16.24,46

### 10.000 m
- 2008: 15e OS - 31.29,69
- 2008:  Europacup in in Istanboel - 32.05,49
- 2008:  Run2Day Track Meeting in Utrecht - 30.58,4
- 2009: 6e WR-Festival te Utrecht - 30.51,92
- 2010: 10e Keniaanse kamp. in Nairobi - 33.09,08
- 2010:  EK - 31.36,90[6]

### 5 km
- 2003:  Kaiserlauterer City Lauf in Kaiserslautern - 16.01,0
- 2004:  Kaiserlauterer City Lauf in Kaiserslautern - 16.17,1

### 10 km
- 2001: 8e Dommelloop in 's-Hertogenbosch - 35.29
- 2002: 11e Parelloop - 36.48
- 2003:  Groet Uit Schoorl Run - 34.56
- 2004:  Groet Uit Schoorl Run - 32.54
- 2004:  Parelloop - 33.25
- 2004:  Zwitserloot Dak Run - 34.19
- 2004:  Salverda Berkumloop - 35.28
- 2004: 4e Tilburg Ten Miles - 32.44
- 2005:  Parelloop - 32.46
- 2005:  Brittanic Asset Management Women's in Glasgow - 31.52,0
- 2005:  Great Manchester Run - 31.46
- 2006:  Groet Uit Schoorl Run - 32.11
- 2006: 4e Tilburg Ten Miles - 33.26
- 2007:  Groet Uit Schoorl Run - 31.26
- 2007: 4e World's Best in San Juan - 32.39
- 2007:  Parelloop - 32.24
- 2007:  Resolution Asset Management Women's Run in Glasgow - 32.25
- 2007:  Asics British London Run - 32.34
- 2007:  Tilburg Ten Miles - 31.58
- 2008:  NK in Schoorl - 31.01
- 2008:  Asics British London Run in Londen - 32.41
- 2008:  NYRR New York Mini - 32.42,6
- 2009:  Groet Uit Schoorl Run - 32.37
- 2009:  Ignis Asset Management Women's Run in Glasgow - 32.30
- 2009: 4e Sunfeast World in Bangalore - 32.22
- 2009:  Stadsloop Appingedam - 31.58,1
- 2010: 4e Ignis Asset Management Women's Run in Glasgow - 32.13
- 2011: 9e Bangalore world - 33.40
- 2012:  Parelloop - 31.43
- 2012:  NYRR New York Mini - 32.34

### 15 km
- 2003: 5e Zevenheuvelenloop - 52.27,0
- 2003:  Montferland Run - 51.25
- 2005: 4e Zevenheuvelenloop - 50.37,2
- 2006: 4e Zevenheuvelenloop - 49.30,7
- 2006:  Montferland Run - 51.10
- 2011:  Montferland Run - 49.48
- 2014: 9e Zevenheuvelenloop - 51.13,2

### 10 Eng. mijl
- 2002: 4e Gildehuys - 58.15
- 2004: 4e Dam tot Damloop - 54.59
- 2005: 5e Dam tot Damloop - 53.08
- 2006: 5e Dam tot Damloop - 54.21
- 2007:  Dam tot Damloop - 53.27
- 2009:  Dam tot Damloop - 51.21
- 2010:  Dam tot Damloop - 51.30
- 2012: 4e Dam tot Damloop - 52.45
- 2013: 4e Dam tot Damloop - 52.51
- 2014:  Dam tot Damloop - 54.25

### 20 km
- 2004: 5e 20 van Alphen - 1:08.53

### halve marathon
- 2003:  Bredase Singelloop - 1:14.34
- 2004:  halve marathon van Egmond - 1:17.46
- 2004:  Bredase Singelloop - 1:11.40
- 2005:  halve marathon van Egmond - 1:13.10
- 2005: 4e Great Scottish Run - 1:13.42,4
- 2005:  Bredase Singelloop - 1:12.18
- 2006:  halve marathon van Egmond - 1:12.21
- 2006:  Bredase Singelloop - 1:12.18
- 2007:  halve marathon van Egmond - 1:13.25
- 2007:  City-Pier-City Loop - 1:09.43
- 2007:  halve marathon van New York - 1:10.32
- 2008:  halve marathon van Egmond - 1:13.30
- 2008: 4e halve marathon van Abu Dhabi - 1:11.37
- 2009:  halve marathon van Egmond - 1:17.32
- 2009:  halve marathon van Lagos - 1:07.49
- 2010: 7e halve marathon van Ras al-Khaimah - 1:08.39
- 2011: 5e halve marathon van Egmond - 1:14.24
- 2011: 6e halve marathon van Ras al-Khaimah - 1:09.35
- 2011:  Great Scottish Run - 1:09.36
- 2012:  halve marathon van Egmond - 1:11.45
- 2012: 5e halve marathon van Ras al-Khaimah - 1:11.15
- 2012: 4e halve marathon van New York - 1:09.42
- 2012:  halve marathon van Göteborg - 1:09.27
- 2013: 4e halve marathon van Ostia - 1:07.59
- 2014: 8e halve marathon van New York - 1:11.37
- 2014:  halve marathon van Göteborg - 1:11.05
- 2014:  halve marathon van Klagenfurt - 1:12.18

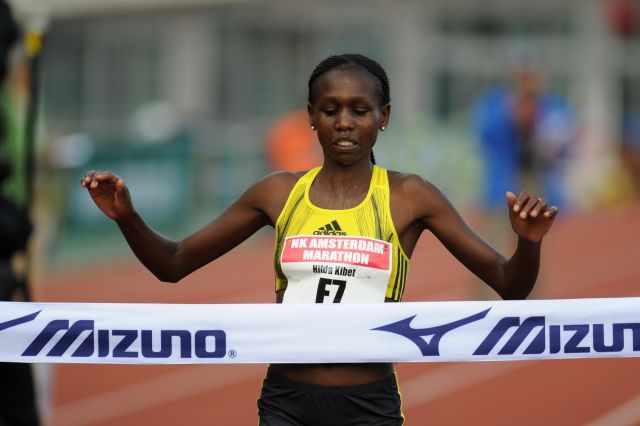
Hilda Kibet passeert de finish van de marathon van Amsterdam 2009.

### marathon
- 2007: 6e marathon van Amsterdam - 2:32.10
- 2009:  NK in Amsterdam - 2:30.33 (3e overall)
- 2010: 6e marathon van Frankfurt - 2:26.23
- 2011:  marathon van Rotterdam - 2:24.27
- 2011: 5e marathon van Eindhoven - 2:26.36
- 2012: 23e OS - 2:28.52
- 2012:  marathon van Turijn - 2:25.46
- 2013:  marathon van Rotterdam - 2:26.42
- 2013: 9e marathon van Frankfurt - 2:28.49

### overige wegwedstrijden
- 2004:  4 Mijl van Groningen - 20.38,5
- 2006:  4 Mijl van Groningen - 20.17,5

### veldlopen
- 2001: 25e Warandeloop, Tilburg - 22.56
- 2002: 13e Internationale Geminicross, Breda - 22.45
- 2002: 12e Warandeloop - 22.08
- 2003: 4e Warandeloop - 21.25
- 2003: 5e Sylvestercross, Soest - 23.14,8
- 2004:  Profile Cross Uden - 24.00
- 2005: 5e Great Edinburgh Crosscountry - 21.54
- 2006: 4e Visit Scotland Great Edinburgh Crosscountry - 19.47
- 2006:  Warandeloop - 24.04
- 2008:  Warandeloop - 27.44
- 2008:  EK, Brussel
- 2008: 5e WK, Edinburgh - 25.35
- 2009:  Cross Internacional de Itálica in Seville - 26.23
- 2009: 6e WK, Amman - 26.43
- 2010: 4e Cross Internacional de Itálica in Seville - 26.44
- 2010: 10e WK, Bydgoszcz - 25.17